# Зоря — Машпроект
Государственное предприятие «Научно-производственный комплекс газотурбостроения „Зоря“ — „Машпроект“» (ГП НПКГ «Зоря» — «Машпроект») — предприятие по производству газотурбинного оборудования, расположенное в Николаеве (Украина).

## История
9 июля 1946 года Совет Министров СССР принял постановление о создании завода по строительству судовых паровых турбин в Николаеве, который имел мощный производственный потенциал и судостроительные заводы. Для нового завода исполком Николаевского городского совета депутатов трудящихся выделил площадь на юго-восточном предместье города. В 1948 году было дополнительно выделено ещё 62 гектара. Одновременно с комплексом завода был спроектирован жилой массив для рабочих.
Подготовительные работы по строительству начались в марте 1948 года. В течение пяти лет были введены в эксплуатацию основные сооружения завода.
В январе 1953 года проведён первый организованный набор рабочих и инженерно-технических работников.
17 октября 1953 министром транспортного и тяжёлого машиностроения Вячеславом Малышевым был издан приказ, согласно которому Южный турбинный завод в Николаеве частично введён в эксплуатацию.
Однако осваивать производство паровых турбин заводу не пришлось. Уже в марте 1954 года на заводе по заданию правительства работала комиссия в составе конструкторов и технологов Министерства авиационной промышленности для выявления возможности изготовления на заводе газовых турбин для судов Военно-морского флота.
7 мая 1954 года вышло постановление Совета Министров СССР о создании базы для производства газотурбинных установок. Согласно этому постановлению, министр тяжёлого машиностроения Николай Казаков 18 мая 1954 года издал приказ следующего содержания:
Специализировать Южный турбинный завод Министерства тяжёлого машиностроения на производство опытных и серийных газотурбинных установок, в первую очередь для судов Военно-Морских Сил. Директору Южного турбинного завода Чумичёву и и. о. главного инженера Главтурбопрома Березину организовать на Южном турбинном заводе Министерства тяжелого машиностроения специальное конструкторское бюро по газотурбинным установкам.
В августе 1954 года из Казани для работы на Южном турбинном заводе в конструкторском бюро была переведена группа специалистов во главе с главным конструктором Сергеем Колосовым. В Николаев вместе с Колосовым прибыло 60 специалистов, из них 20 конструкторов, 31 рабочий, остальные — экспериментаторы и эксплуатационники.
В сентябре 1956 года начался серийный выпуск газотурбинных установок.
Постановлением Совета министров УССР от 12 апреля 1961 года № 530-0046 «Союзное проектное бюро „Машпроект“» было выделено из состава завода в самостоятельную хозрасчётную организацию с экспериментальными цехами и базой, исследовательской станцией. «Машпроект» занимался разработкой и изготовлением опытных и головных образцов газотурбинной техники. Основным серийным изготовителем этих разработок являлось «Производственное объединение „Зоря“».
1 января 1989 года на базе «Союзного проектного бюро „Машпроект“» было создано Научно-производственное объединение (НПО) «Машпроект». В объединение вошли СПБ «Машпроект» и КБ «Энергия» (в городе Кривой Рог).

С 1992 года НПО «Машпроект» перешёл в подчинение Министерства машиностроения, военно-промышленного комплекса и конверсии Украины (с 1997 года — Министерство промышленной политики Украины).
В 1993 году на базе объединения создано «Научно-производственное предприятие „Машпроект“».
Приказом Министерства промышленной политики Украины от 2 ноября 2001 года «Производственное объединение „Зоря“» и «Научно-производственное предприятие „Машпроект“» объединены в единое государственное предприятие «Научно-производственный комплекс газотурбостроения „Зоря — Машпроект“».
В 2003 году завод получил статус спецэкспортёра.

## Генеральные директора

### «Зоря»
- 1949—1950 — Александр Полуянов
- 1951—1957 — Николай Чумичёв
- 1957—1961 — Юрий Васильев
- 1961—1962 — Иван Базаров
- 1963—1978 — Николай Цыбань
- 1978—1986 — Фёдор Ященко
- 1986—2001 — Владимир Холявко

### «Зоря — Машпроект»
- 2001—2007 — Юрий Бондин
- 2008—2011 — Андрей Хоменко
- 2011—2013 — Геннадий Зайков
- 2013—2014 — Юрий Марковцев
- апрель 2014 — июль 2014 — Юрий Султанский
- 2014 — 2019 — Константин Картошкин
- с июля 2019 — Николай Тройнич

## Генеральные конструкторы
- 1954—1963 — Сергей Колосов
- 1963—1968 — Яков Сорока
- 1968—2001 — Виктор Романов
- 2001—2003 — Анатолий Коваленко
- 2003—2008 — Борис Исаков
- 2008—2012 — Владимир Спицын
- 2012—2015 — Борис Исаков
- 2015—2016 — Владимир Спицын
- с 2016 — Геннадий Литвинов